# Ульманнит
Ульманни́т, реже ульманит, улльманнит (нем. Ullmannit) или ни́келевый блеск (калька с нем. Nickelglanz), иногда никелево-сурьмяный блеск или никкелевый колчедан (устар.) — редкий рудный минерал из группы кобальтина-герсдорфита, сульфоантимонид никеля состава NiSbS. Ульманнит образует группу изоморфного ряда твёрдых растворов с кобальтином (CoAsS) и герсдорфитом (NiAsS).

## Свойства
Ульманнит представляет из себя непрозрачные кристаллы оловянно-белого и серого цвета с металлическим блеском. Хрупкий, твердость по шкале Мооса 5 — 5.5 (твёрже апатита, но мягче ортоклаза). Возможны примеси железа, кобальта, мышьяка, висмута.
Хорошо образованные кристаллы редки, облик кристаллов кубический, октаэдрический, кубооктаэдрический. Встречаются двойниковые кристаллы. Обычно образует вкрапленники, зернистые и сливные массы, крупнокристаллические агрегаты.
Вместе с другим минералом, находящимся на другом конце изоморфного ряда, герсдорфитом образует непрерывную линию, в которой содержание сурьмы постепенно увеличивается, а мышьяка, напротив, уменьшается. Разновидности герсдорфита (NiAsS), содержащие сурьму, выделяются под названием коринита и считаются переходными стадиями к ульманиту (NiSbS).:241

## История
Впервые обнаружен в 1843 году на руднике Storch & Schöneberg, Северный Рейн — Вестфалия, Германия.
Назван в честь Иоганна Кристофа Ульмана, немецкого минералога и химика.

## Местонахождения
Гарц и Зигерланд (Германия); Вальденштейн (Каринтия, Австрия); горы Монте-Нарба близ Саррабуса (о. Сардиния, Италия); Австралия.
В России — Белореченское месторождение, Северный Кавказ; г. Пуйва, Приполярный Урал; Малосидельниковское месторождениение, Средний Урал; «Золотая гора» месторождения Карабаш, Южный Урал; месторождение Сухой Лог, Прибайкалье; Хибинский массив (Кольский п-ов).